# Borislaw Georgiew (Fußballspieler, 1976)
Borislaw „Bobi“ Georgiew (* 4. September 1976 in Sofia) ist ein ehemaliger bulgarischer Fußballspieler. 

## Karriere
Borislaw Georgiew spielte Zweitligafußball in Bulgarien für Kremikowzi Widin und den FC Botew Wraza. Im Winter 2001 wurde er nach Deutschland an die Stuttgarter Kickers verliehen, um dort den Klassenerhalt in der 2. Bundesliga zu erreichen, dies gelang jedoch nicht und so kehrte Georgiew in sein Heimatland zurück. Nach einigen Stationen in der B Grupa, der zweithöchsten Spielklasse Bulgariens, schaffte er 2006 den Sprung in die A Grupa zu Spartak Warna. Es folgten eine Zwischenstation beim griechischen Erstligisten Levadiakos und eine weitere Saison in Bulgariens höchster Spielklasse bei Slawia Sofia.